# Pseudosmittia angusta
Pseudosmittia angusta är en tvåvingeart som först beskrevs av Edwards 1929.  Pseudosmittia angusta ingår i släktet Pseudosmittia och familjen fjädermyggor. Arten är reproducerande i Sverige. Inga underarter finns listade i Catalogue of Life.